# Rio Lisbon Creek
O Rio Lisbon Creek é um rio das Bahamas, na Ilha Andros.